# Hyllus nossibeensis
Hyllus nossibeensis là một loài nhện trong họ Salticidae.
Loài này thuộc chi Hyllus. Hyllus nossibeensis được Embrik Strand miêu tả năm 1907.